# Teodora och Didymus

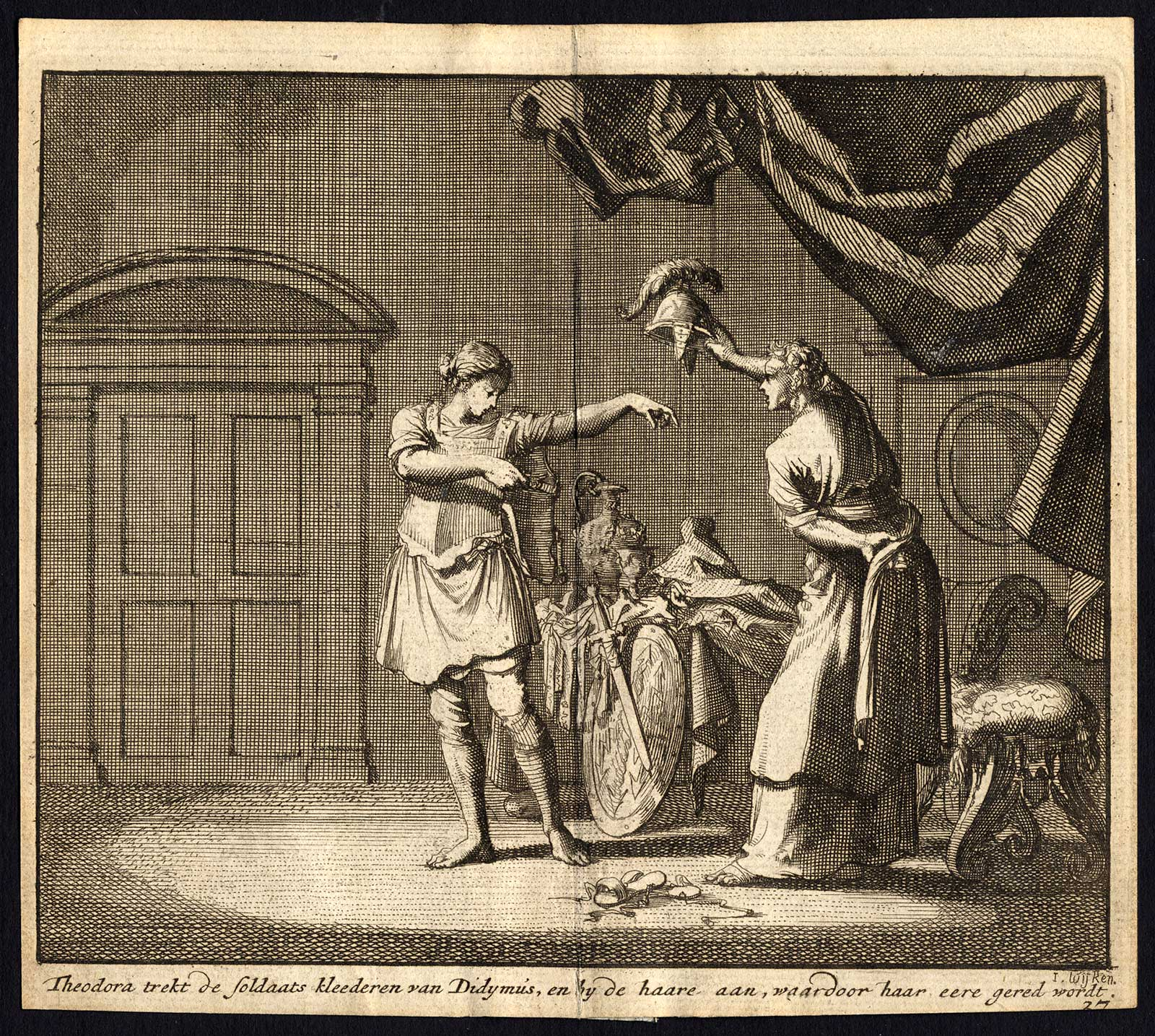
Theodora och Didymus byter kläder på bordellen – historiskt kopparstick.

Teodora och Didymus beskrivs av Ambrosius av Milano (340–397) som två kristna martyrer som levde i Alexandria i Egypten och som dödade år 304. Deras romersk-katolska minnesdag är den 28 april medan östkyrkan firar dem dagen innan.

## Historien
Den vackra kvinnan Teodora levde i Alexandria. På grund av sitt kristna kyskhetslöfte dömdes hon av den romerske ståthållaren att prostituera sig på en bordell. Hennes beundrare, den kristna soldaten Didymus, besökte Teodora för att hjälpa henne att fly. Teodora lyckades undkomma utklädd i soldatkläder medan Didymus tillfångatogs och dömdes till döden. Teodora erbjöd då sitt liv i utbyte mot Didymos men berättelsen slutar med att de båda blev halshuggna.

## I kulturen
År 1645 skrev Pierre Corneille tragedin Theodora, som han dock förlade till Antiokia. Stycket hade ingen framgång. Georg Friedrich Händel komponerade 1749 oratoriet Theodora. Inte heller detta stycke fick någon framgång.